# تشارلي جونز (لاعب كرة قدم أمريكية أمريكي)
تشارلي جونز (بالإنجليزية: Charlie Jones)‏ هو لاعب كرة قدم أمريكية أمريكي، ولد في 1 ديسمبر 1972 في هانفورد في الولايات المتحدة.